# Cedestis
Cedestis is een geslacht van vlinders van de familie stippelmotten (Yponomeutidae).

## Soorten
- C. exiguata Moriuti, 1977
- C. farinatella Philipp Christoph Zeller, 1839
- C. gysselinella Duponchel, 1840
- C. subfasciella

Donkere nassaubandmot (Stephens, 1834)